# Burchard I. von Loccum
Burchard I. von Loccum (* um 1090 in Loccum; † 1130) war Graf von Loccum und Graf im südlichen Ambergau, Vogt von Gandersheim und Clus.
Seine Mutter war Akarina (auch: Aliarina), deren Mutter war Oda von Elsdorf, die Großmutter war Ida von Elsdorf.
Burchard war enger Freund von Lothar III. von Süpplingenburg und mit ihm verschwägert. Als Lehnsmann von Hermann I. von Winzenburg war er durch kaiserliche Gunst hoch emporgestiegen und zu einer Grafschaft in Friesland gelangt. Wegen eines Burgbaus geriet er darauf mit Hermann I von Winzenburg in einen erbitterten Streit. Dieser ließ 1130 seinen widerspenstigen Vasallen auf einem Kirchhofe überfallen und erschlagen.
Hermann I. von Winzenburg wurde 1122 durch Erbgang mütterlicherseits Vogt des Klosters Reinhausen, das seine Vorfahren gegründet hatten. Dies schrieb der erste Abt des Klosters Reinhausen, Reinhard 1153, spätestens 1156 in einer Urkunde über die Gründung des Klosters und die Familie der Gründer nieder. Aus Sühne für die Tat seines Vaters übertrug sein Sohn Hermann II. von Winzenburg mit dem Ziel, wieder mit der Winzenburg belehnt zu werden, 1143 seinen Hof in Derneburg dem Bischof Bernhard I. von Hildesheim. Die erneute Belehnung der Winzenburg konnte Hermann II. von Winzenburg erst 1150 erreichen.
Burchards Sohn ist Wilbrand I. von Loccum-Hallermund.
LITERATUR: Ahrens, H. L.: «Zur ältesten Geschichte des Klosters Loccum», in: Zeitschrift des Historischen Verein für Niedersachsen, 1872